# اگویلار، پانگاسینان
اگویلار، پانگاسینان (به لاتین: Aguilar, Pangasinan) یک سکونتگاه مسکونی در فیلیپین است که در پانگاسینان واقع شده‌است.

## خصوصیات
اگویلار ۱۹۵٫۰۷ کیلومترمربع مساحت و ۳۹٬۵۲۹ نفر جمعیت دارد.